# William Samuel Stratford
William Samuel Stratford (Eltham, Surrey, 22 de maio de 1789 — 29 de março de 1853) foi um astrônomo inglês.
Entrou na Marinha Real Britânica em 1806. Retirou-se em 1815 com a patente de tenente.
Recebeu a Medalha de Prata da Royal Astronomical Society em 1827. Foi a segunda e última ocasião na qual esta medalha foi concedida. Foi secretário da sociedade de 1825 a 1831.
De 1831 até o falecimento foi superintendente do HM Nautical Almanac Office. Foi eleito fellow da Royal Society em junho de 1832.